# وزارة التربية والتعليم والتعليم الفني (مصر)
وزارة التربية والتعليم والتعليم الفني (وزارة المعارف العمومية سابقا) هي الوزارة المختصة في مجال التربية والتعليم للمراحل والشهادات التعليمية (الابتدائية/الإعدادية/الثانوية/الأكاديمية) في جمهورية مصر العربية، وهي أيضًا المسئولة عن إعطاء الرخص التعليمية للأكاديميات والمعاهد المتوسطة والعالية بالتعاون مع وزارة التعليم العالي. كانت تُسمى وزارة التربية والتعليم، وأصبحت بهذا الاسم بعد دمج وزارة التعليم الفني والتدريب فيها.

## المنشآت التابعة
- المجلس الأعلى للتعليم قبل الجامعي
- الهيئة العامة للأبنية التعليمية.
- الهيئة العامة لمحو الأمية وتعليم الكبار.
- المركز القومي للامتحانات والتقويم التربوي.
- المركز القومي للبحوث التربوية والتنمية.
- المركز القومي للتعليم الإلكتروني.
- المركز القومي لتطوير المناهج والمواد التعليمية.
- الاتحاد العام لطلاب مدارس مصر.
- المراكز الاستكشافية التعليمية.
- الأكاديمية المهنية للمعلمين.
- وحدة التعليم والتعلم الذكي.
- صندوق دعم وتطوير المشروعات التعليمية.[4][5]
- الإدارة العامة للامتحانات.
- الإدارة العامة للتربية البيئية والسكانية.
- الإدارة العامة للتعليم والتدريب المهني.
- الإدارة العامة للوسائل التعليمية.
- الإدارة المركزية لرياض الأطفال والتعليم الأساسي.
- الإدارة المركزية للأمن.
- الإدارة المركزية للخدمات المركزية والعلاقات الثقافية الخارجية.
- الإدارة العامة لخدمة المواطنين.
- الإدارة العامة للتعليم الثانوي.
- الإدارة العامة للعلاقات العامة والإعلام.
- الإدارة العامة للمدرسة المنتجة.
- الإدارة العامة للمكتبات.
- الإدارة المركزية للتخطيط التربوي والمعلومات.
- الإدارة المركزية للتدريب.
- الكمبيوتر التعليمي.
- قطاع التعليم الفني.
- مركز التطوير التكنولوجي.

## الشركات التابعة
- الشركة الوطنية للخدمات التعليمية المتكاملة
- الشركة المصرية العالمية للنشر (لونجمان)
- شركة مصر للإدارة التعليمية
- الجمعية التعاونية للمعاهد القومية للتربية والتعليم

## الوزراء
- محمد عبد اللطيف
- رضا حجازي
- طارق جلال شوقي.[6]
- الهلالي الشربيني
- محب الرافعي
- محمود أبو النصر
- إبراهيم غنيم
- جمال العربي
- أحمد جمال الدين موسى
- أحمد زكي بدر
- يسري الجمل
- حسين كامل بهاء الدين
- أحمد فتحي سرور
- منصور إبراهيم حسين
- عبد السلام عبد الغفار
- مصطفى كمال حلمي
- حسن محمد إسماعيل
- علي عبد الرازق
- محمد حافظ غانم
- محمد حلمي مراد
- عبد العزيز السيد
- السيد محمد يوسف
- أحمد نجيب هاشم
- كمال الدين حسين
- محمد عوض محمد
- عباس مصطفى عمار
- إسماعيل القباني
- طه حسين.
- محمد حسن العشماوي باشا.
- أحمد مرسي بدر بك.
- عبد الرازق السنهوري باشا.

## وصلات خارجية
- الموقع الرسمي
- بوابة الخدمات الإلكترونية لوزارة التربية والتعليم المصرية
- بوابة القـاهرة التعليمية
- نتائج وزارة التربية والتعليم